# Alternativschule
Eine Alternativschule ist eine Schule, die im Gegensatz zur staatlichen Regelschule ein alternatives pädagogisches Konzept hat und das Lernen „anders als üblich“ organisiert.

## Schulkonzepte der Reform- und Alternativpädagogik
Pädagogisch schließen die heutigen Konzepte der Reformpädagogik an Vorbilder des frühen 20. Jahrhunderts an. Vergleichbare Schulen entstanden etwa gleichzeitig in vielen Teilen der Welt und werden international als free school movement bezeichnet. Oft werden in diesem Zusammenhang auch die Waldorfschulen nach Rudolf Steiner genannt, deren erste Schule 1919 in Stuttgart gegründet wurde; diese beruhen jedoch auf der Anthroposophie und stellen insofern eher eine Mischung aus einer weltanschaulich ausgerichteten Schule, die eher einer Konfessionsschule ähnelt, und einer Reformschule dar. Zwar gibt es zahlreiche Gemeinsamkeiten, doch teilweise sehr unterschiedliche Traditionen und Konzepte. Gemeinsames Kennzeichen ist die Unabhängigkeit von einer bestimmten Religion oder Weltanschauung und der Zusammenhalt in einer Organisation über den Schulalltag hinaus. Zahlreiche Alternativschulen wurden in den frühen 1970er Jahren von Elterninitiativen gegründet, in engem Anschluss an die vorausgehende Bewegung der antiautoritären Erziehung und deren Kinderläden.

## Geschichte
Zur Entwicklungsgeschichte der reformpädagogischen Alternativschulen werden meist die folgenden Beispiele angeführt:
- Das Buch Emile oder über die Erziehung von Jean-Jacques Rousseau, erschienen 1762
- Das Erziehungsinstitut im Schloss Burgdorf – Johann Heinrich Pestalozzi (1800), sowie sein pädagogisches Werk Wie Gertrud ihre Kinder lehrt
- Jasnaja Poljana, die ‚Freie Schule für Bauernkinder‘ – Leo Tolstoi, Russland (1855 bis in die 1920er), beeinflusst von Rousseau

Einige Entwicklungen vollzogen sich parallel in verschiedenen Ländern. Die Casa dei Bambini von Maria Montessori (1907) war der Beginn einer Idee, die in Deutschland zur ersten Montessorischule 1923 in Jena führte. Ein weiteres Beispiel ist das naturistisch-reformpädagogische Lichtschulheim Lüneburger Land bei Lüneburg (1927 bis 1933).
Im spanischen Sprachraum gilt die Escuela Moderna von Francesc Ferrer i Guàrdia (1901) als Vorbild. Auf dieses Modell berufen sich inzwischen auch einige freie Schulen in anderen Ländern. Ähnliche Konzepte hatten die Paideia (‚Schule der Anarchie‘) in Spanien (1960er Jahre) und das Centro Experimental Pestalozzi (Pesta) in Tumbaco, Ecuador (Mauricio und Rebeca Wild 1977–2005)
Die Freinet-Pädagogik wurde in den 1920er Jahren in Frankreich entwickelt und hat sich international verbreitet.
Das Beispiel Summerhill – A. S. Neills reformpädagogische Schule in England, gegründet 1921 – dient vielfach als Leitlinie für eine „freie“ bis antiautoritäre Erziehung. In dieser Tradition stehen Preshil (Melbourne, 1930er Jahre), Kirkdale School (London, 1964–1980er). Im angelsächsischen Raum entstanden ferner die Kilquhanity School (Kirkpatrick Durham in Galloway – John und Morag Aitkenhead 1940–1997) und die First Street School in New York (George Dennison/Mabel Chrystie, USA, 1960er Jahre).

## Deutschland
Im deutschsprachigen Bereich sind im engeren Sinn die Freien Alternativschulen gemeint, von denen sich die meisten im Bundesverband der Freien Alternativschulen (BFAS) zusammengeschlossen haben. 2018 gehörten 104 Schulen dem Bundesverband der Freien Alternativschulen an. Freie Schule bedeutet zunächst nur Schule in freier (= nicht staatlicher) Trägerschaft (die meisten sind in der Bundesarbeitsgemeinschaft Freier Schulen AGFS organisiert),  es schwingt jedoch die besondere Bedeutung von selbstbestimmtem Lernen und Selbstorganisation mit. So werden viele Regeln von Kindern, Jugendlichen und Erwachsenen gleichberechtigt entschieden.
Die Laborschule und das Oberstufen-Kolleg in Bielefeld sowie die Glockseeschule in Hannover ähneln den Alternativschulen zwar in vieler Hinsicht, werden aber als staatliche Gründungen meist nicht dazugezählt. Auch die Waldorfschulen werden wegen ihrer weltanschaulichen Bindung meist nicht zu den Alternativschulen gerechnet. In der öffentlichen Berichterstattung wird meist nur die Gesamtzahl der Privatschulen betrachtet, zu denen beispielsweise auch die Konfessionsschulen zählen. Die Alternativschulen stehen hinsichtlich der Anerkennung der Schulabschlüsse unter staatlicher Aufsicht, wobei die Einzelheiten in den Bundesländern unterschiedlich geregelt sind. Unter bestimmten Voraussetzungen erhalten sie staatliche Zuschüsse.

## Österreich
In Österreich gibt es etwa 70 reformpädagogische Kindergärten und Schulen, primär Waldorfschulen, Montessorischulen, Pestalozzischulen und Lernwerkstätten nach Wild. Freie Alternativschulen (zu denen die Lernwerkstätten sowie einige Montessorischulen gehören) haben sich im Netzwerk – Bundes-Dachverband für selbstbestimmtes Lernen organisiert.
Diese Schulen sind im österreichischen Bildungssystem als Statutschule verankert.